# آليا
آليا دانا هوتون (بالإنجليزية: Aaliyah Dana Haughton), المعروفة باسمها الأول آليا, (16 يناير 1979 - 25 أغسطس 2001), كانت مغنية أمريكية، راقصة، ممثلة وعارضة أزياء. ولدت في بروكلين, نيويورك، وترعرعت في ديترويت بولاية ميشيغان. في سن العاشرة، ظهرت على البرنامج التلفزيوني ستار سيرتش وأدت في حفل إلى جانب غلاديس نايت. في سن الثاني عشر، وقعت آليا صفقة مع تسجيلات جايف وتسجيلات عمها باري هانكرسون بلاك غراوند. آليا قدمت إلى آر. كيلي, الذي أصبح مرشدها، وكذلك الكاتب والمنتج الرئيسي في ألبومها الأول، ايج اينت نوثنغ بت آ نمبر. في 1996, عملت آليا مع منتجي الأسطوانات تمبلند وميسي إليوت لألبومها الثاني، ون إن آ مليون; الذي بيع منه 3.7 مليون نسخة في الولايات المتحدة وأكثر من ثمانية ملايين نسخة في جميع أنحاء العالم. في 2000, ظهرت آليا في أول فيلم رئيسي لها، روميو مست داي. صدر ألبوم آليا الثالث والأخير، آليا، في يوليو 2001. في 25 أغسطس, 2001, آليا وثمانية آخرين قتلوا في حادث تحطم طائرة في جزر البهاما بعد تصوير الفيديو المصور لأغنية «روك ذا بوت».

## مجموعة الأسطوانات
- ايج اينت نوثنغ بت آ نمبر (1994)
- ون إن آ مليون (1996)
- آليا (2001)

## وصلات خارجية
- الموقع الرسمي
- آليا على موقع IMDb (الإنجليزية)
- آليا على موقع ميتاكريتيك (الإنجليزية)
- آليا على موقع روتن توميتوز (الإنجليزية)
- آليا على موقع قاعدة بيانات الأفلام العربية
- آليا على موقع ألو سيني (الفرنسية)
- آليا على موقع ميوزك برينز (الإنجليزية)
- آليا على موقع رولينغ ستون (الإنجليزية)
- آليا على موقع أول موفي (الإنجليزية)
- آليا على موقع قاعدة بيانات الأفلام السويدية (السويدية)
- آليا على موقع إن إن دي بي (الإنجليزية)